# La question de l'analyse profane
La question de l'analyse profane est un ouvrage de Sigmund Freud publié en 1926 sous le titre Die Frage der Laienanalyse. Il a pour sous-titre Unterredungen mit einem Unparteiischen, « Entretiens avec un homme impartial ».

## Présentation

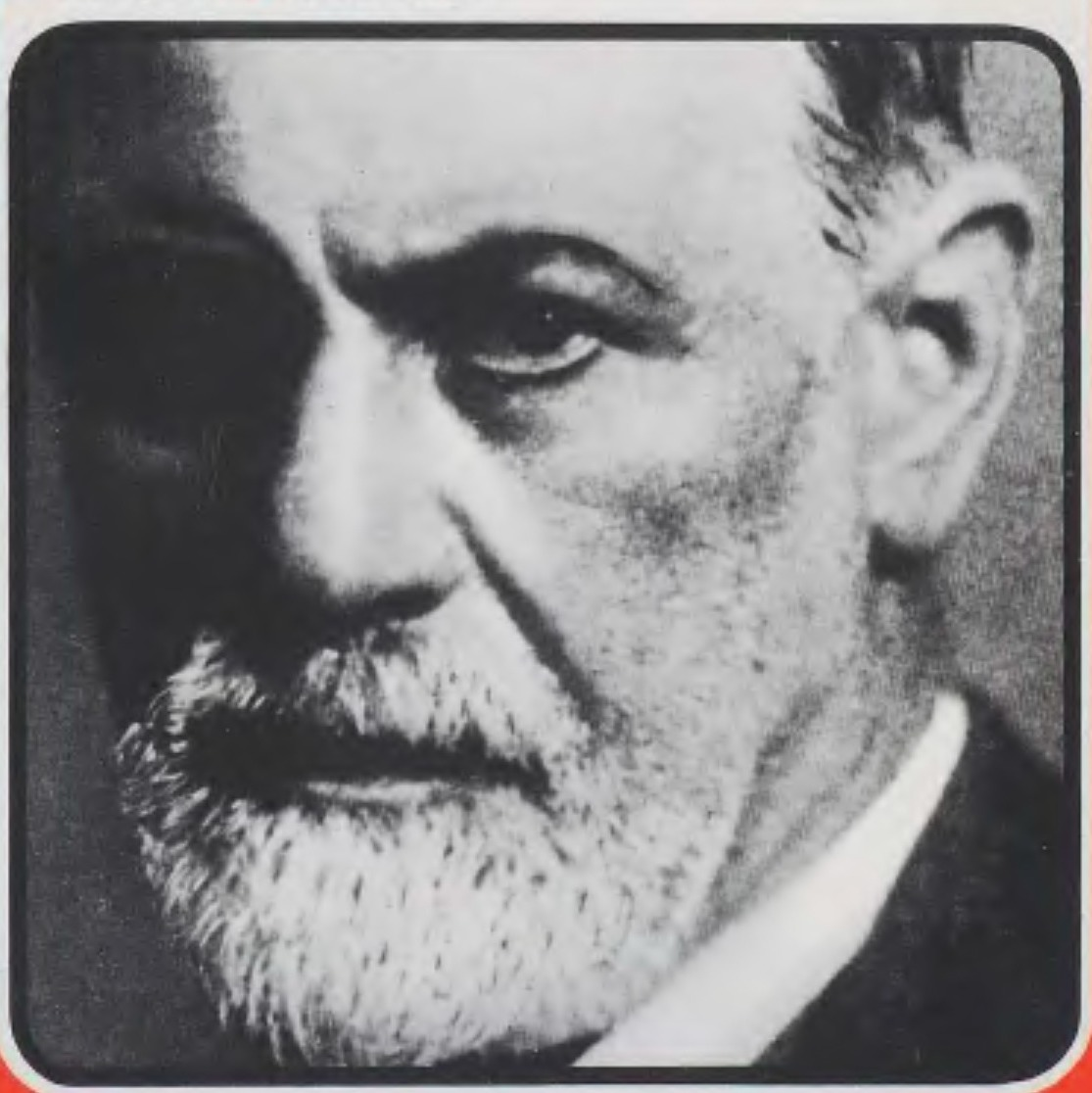
La question de l'analyse « profane » ou « laïque » préoccupait Freud et ses élèves, dont certains n'étaient pas médecins.

La « Laienanalyse » signifie littéralement qu'il s'agit de « l'analyse [pratiquée par] des laïcs », c'est-à-dire pour Freud par des « non-médecins ».

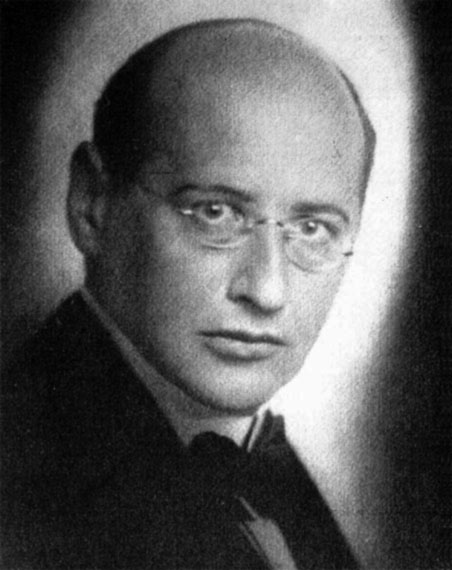
La question de l'analyse profane (1926) est la réponse de Freud au procès tenu contre Theodor Reik accusé de pratiquer la psychanalyse alors qu'il n'était pas médecin.

Le livre est une réponse de Freud au procès tenu en Autriche en 1926 contre Theodor Reik pour exercice illégal de la médecine mais où Freud, au-delà de la question de l'analyse profane dans le contexte viennois de son époque, traite également selon Plon et Roudinesco de la question plus générale de la formation des psychanalystes, question qui met en jeu les « contours institutionnels de la psychanalyse, ses fondements épistémologiques et son caractère universaliste ».
J.-B. Pontalis, dans sa préface à La question de l'analyse profane de Freud, résume la portée du texte et son enjeu en ces termes : « Un débat dont l'occasion est l'affaire Reik, dont l'enjeu manifeste est institutionnel ("votre institution contre la mienne", semble dire Freud aux médecins) mais dont la portée est d'ordre épistémologique ».
Au chapitre XII « Le statut de la psychanalyse dans la société Un texte d'actualité: La question de l'analyse profane» de son livre Comprendre Freud, Jacques Sédat écrit: « Le terme Laie exprime aussi bien ce qui est profane par opposition au sacré, face à toute cléricature, qu'elle soit religieuse ou médicale, que ce qui définit l'amateur, par rapport au savant ».

## Publication

### Première publication
- 1926 : Die Frage der Laienanalyse. Unterredungen mit einem Unparteiischen , Leipzig - Wien - Zürich, Internationaler Psychoanalytischer Verlag, 124 pages.
- 1927 : Nachwort zur « Frage der Laienanalyse », Internationale Zeitschrift für (ärztliche) Psychoanalyse, p. 326-332[5]

### Traduction anglaise
- 1959: Standard Edition, tome XX, p. 183-258 : The Question of Ly Analysis. Conversation with an impartial Person.

### Traductions françaises
- 1928 : « Psychanalyse et Médecine », traduit par Marie Bonaparte (trad. revue par S. Freud), in S. Freud, Ma Vie et la Psychanalyse, Paris, Gallimard (« Les documents bleus », n° 45), p. 119-239, cette édition ne comporte pas la Postface[5] ; nouvelle édition en 1949 Ma vie et la psychanalyse suivi de Psychanalyse et médecine, Gallimard, Collection « Les Essais » (n° 37),  (ISBN 2070225720), présentation dans le catalogue de Gallimard [lire en ligne].
- 1985 : S. Freud, La question de l’analyse profane / Die Frage der Laienanalyse, éd. bilingue, trad. (Éd. 1985) par Janine Altounian, Odile et André Bourguignon, Pierre Cotet et Alain Rauzy. Avant-propos de J.-B. Pontalis. En appendice : « La "Question" en débat » par Michel Schneider, Paris, Gallimard ; Collection Folio essais (n° 318), Gallimard, 1998  (ISBN 2-07-040490-0) ,; folio bilingue n° 113, 2003. Présentation sur le site de l'éditeur [lire en ligne].
- 1994 : S. Freud, La question de l’analyse profane — Entretiens avec un homme impartial (Die Frage der Laienanalyse — Unterredungen mit einem Unparteiischen, 1926), traduction : J. Altounian, A. Bourguignon, P. Cotet, A. Rauzy, dans OCF.P, XVIII 1926-1930, Paris, P.U.F., 1994, p. 1-92 (ISBN 2 13 046576 5) ; édition PUF / Quadrige, 2012,  (ISBN 978-2-13-059037-8), présentation sur le site des PUF [lire en ligne]

## Extrait: contribution de la psychanalyse à «l'intérêt de la science»
C'est le « troisième intérêt » de la psychanalyse que Freud explique comme suit:

« [...] je voulais justement prendre encore en considération un troisième intérêt, celui de la science. [...] En effet, nous ne tenons pas du tout pour souhaitable que la psychanalyse soit avalée par la médecine et trouve sa demeure définitive au fond du traité de psychiatrie, au chapitre thérapie, à côté de procédés tels que suggestion hypnotique, autosuggestion, persuasion, qui, puisés aux sources de notre ignorance, doivent leurs effets à court terme à l’inertie et à la lâcheté des masses humaines. Elle mérite un meilleur destin et j’espère qu’elle l’aura. En tant que "psychologie des profondeurs", doctrine de l’inconscient animique, elle peut devenir indispensable à toutes les sciences qui s’occupent de la genèse de la culture humaine et de ses grandes institutions, tels l’art, la religion et l’ordre social. J’estime qu’elle a jusqu’à présent apporté à ces sciences une aide considérable pour la solution de leurs problèmes, mais ce ne sont que de petites contributions comparées à ce qu’il sera possible d’atteindre quand historiens de la culture, psychologues de la religion, linguistes, etc., s’entendront à manier eux-mêmes le nouveau moyen de recherche mis à  leur disposition. L’utilisation de l’analyse pour la thérapie des névroses n’est qu’une de ses applications ; peut-être l’avenir montrera que ce n’est pas la plus importante. De toute façon, il serait injuste de sacrifier toutes les autres applications à une seule, uniquement parce que ce domaine d’application touche à la sphère des intérêts médicaux. »

— Freud, La question de l’analyse profane,OCF.P, XVIII, p. 75-76.